# Кулски събития
Кулските събития са поредица от бунтове в редица села в България, главно в Кулско и Видинско, в съпротива срещу провежданата от тоталитарния комунистически режим колективизация в България.

## Предистория
Причина за събитията става провежданата през есента на 1950 и зимата на 1951 година кампания за „масовизация“ на колективизацията в този район. До онзи момент броят на трудовите кооперативни земеделски стопанства (ТКЗС) във Видинска околия е 8, а в Кулска – 6, като те обхващат ограничена част от селяните и земите. За да се активизира процесът, в района са командировани десетки комунистически функционери, които използват и насилствени методи, като побоища и изпращане в импровизирани трудови лагери, за да принудят селяните да постъпят в ТКЗС. Кметовете налагат произволни глоби, над 150 души са изпратени на принудителна работа на строежа на ВЕЦ „Китка“ над Горни Лом (Белоградчишко), а десетки са арестувани за неизпълнение на нарядите и посевните планове или просто „с превантивна цел“.
Междувременно на 19 януари 1951 година партийният лидер Вълко Червенков се среща с Йосиф Сталин, който се изказва неодобрително за подготвяната кампания за „разкулачване“. Тази среща става причина за временно забавяне на колективизацията. През март в Кулско е изпратена комисия от партийни функционери и офицери от „Държавна сигурност“, които подлагат на критики дейността на местните власти и препоръчват прекъсване на „масовизацията“ в района, уволнението на околийския партиен секретар Цано Муйков и даването под съд на активни участници в „масовизацията“, като известния с извършваните от него побоища кмет на Кула Перо Жиков, кмета на Раброво Иван Базоев и инструктора на окръжния партиен комитет Славчо Иванов – Ганди.
На пленум на Централния комитет (ЦК) на 12 март Червенков изнася реч, в която остро осъжда „извращенията в Кулска околия и с. Ябланица, Тетевенско“, за които са обвинени местни функционери. Решенията на пленума за забавяне на колективизацията и наказания на някои извършители на насилия са публикувани няколко дни по-късно, като властите очакват това да намали напрежението в селата. Резултатът обаче е точно обратен – на много места селяните приемат промяната в политиката като възможност да напуснат ТКЗС. Стопанствата са масово напуснати в 25 села в Пловдивско и Асеновградско, много села в Плевенско, където при сблъсъци с милицията са дадени жертви, но процесът е особено активен в Кулско и Видинско, поради което обикновено в историографията е наричан „Кулски събития“.

## Безредици
Кулска околия
Непосредствено след обявяването на решенията на пленума редица околийски комунистически функционери в Кула са арестувани, а контролът върху администрацията в града е поет от секретаря на окръжния комитет във Враца Велко Семков, родом от Кула. На 21 март е проведено заседание на околийския партиен комитет, за което в града пристигат секретарят на ЦК Тодор Живков, пълномощникът на ЦК Тодор Звездов, министърката на съобщенията Цола Драгойчева, първият секретар на окръжния комитет във Видин Нинко Стефанов, секретарят на окръжния комитет във Враца Цоло Кръстев.
По време на заседанието на околийския комитет в Кула пристига съобщение, че жителите на село Грамада са нападнали местното ТКЗС и са си взели обратно събраните в него добитък и инвентар. Живков и Стефанов отиват в Грамада, където е свикано селско събрание, и се опитват да убедят селяните да се върнат в ТКЗС, но са освирквани и се отказват. Живков дава нареждане на следващия ден добитъкът и инвентарът да бъде събран обратно, като за тази цел са извикани комунисти от съседното село Тошевци. Според някои свидетели той лично участва в това, заплашвайки с оръжие селяните. Макар имуществото да е конфискувано, почти цялото село подава заявления за напускане на ТКЗС и в него остават едва около 60 души.
Тъй като 21 март е пазарен ден в Грамада, вестта за разтурянето на ТКЗС-то бързо стига до съседните села, в някои от които хората решават да последват примера на Грамада. В селата Медешевци и Милчина лъка това става на следващия ден, когато е популярният в региона църковен празник Младенци. В с. Милчина лъка първите 2 селяни, отишли да приберат животните си, са арестувани. В отговор хората от цялото село се събират, нападат кметството, в което са затворените, и след като ги освобождават, отиват в стопанския двор и прибират оттам добитъка и инвентара си.
В с. Коста Перчево повечето селяни подават молби за напускане на ТКЗС. На проведено на площада общоселско събрание Нинко Стефанов се опитва напразно да ги разубеди и хората тръгват оттам към стопанството, за да върнат имуществото си. Това е предотвратено от временно разквартируваното в селото военно поделение, като Стефанов се разпорежда то да действа с всички възможни средства, но до тежки сблъсъци не се стига. Въпреки това напрежението остава силно, селяните демонстративно отказват да участват в каквито и да е мероприятия на властите, включително организирана по онова време национална подписка в защита на мира, а няколко комунисти напускат партията в знак на солидарност със съселяните си. Осъдени са 6 души на до 10 години затвор на проведени в селото публични процеси.
Масова е съпротивата и в Извор махала, където след разтурянето на ТКЗС-то са арестувани 4 старци и жени от селото провеждат седящи стачки с искане за освобождаването им, а десетки комунистически агитатори в продължение на месеци се опитват да възстановят стопанството. В с. Раковица ТКЗС-то е ликвидирано с активното участие на местни комунисти. Подобно е развитието и във влашките села в околията – Периловец, Бориловец, Каленик.
Най-тежки и продължителни са вълненията в село Чичил, където стопанството също е ликвидирано на 22 март. На следващия ден 6 души от селото са арестувани и отведени в Кула. На 24 март близо 200 жени от селото отиват в града и демонстрират с искане за освобождаването им пред милицията и поделението на Граничните войски, където са посрещнати доброжелателно от много от войниците. В крайна сметка Велко Семков е принуден да обещае арестуваните да бъдат освободени.
Междувременно Цола Драгойчева отива в Чичил и се опитва без успех да убеди селяните да се върнат в ТКЗС-то. След това там е изпратена специална група на „Държавна сигурност“, извикана от Враца, която задържа и подлага на продължителни изтезания участници в събитията, главно жени. Сред тях е непълнолетният Петко Иванов, който признава, че е написал повече от 100 от над 1000-та молби за напускане на ТКЗС на свои съселяни, но „Държавна сигурност“ се опитва с мъчения да го накара да признае връзки с югославското Управление за държавна сигурност. Изпадналите в пълна изолация в селото 20-на комунисти призовават да бъде осъден на смърт, но семейството му подкупва прокурора и Иванов е осъден на 2,5 години затвор. Присъди получават и други девет души от селото. В продължение на месец, докато тече следствието, големи групи чичилчани редовно се събират пред милицията, настоявайки за освобождаването на арестуваните, докато повечето от тях са изселени в други части на страната.
Видинска околия
Във Видинска околия бунтовете започват във влашките села. Първо сред тях е Делейна, където на празника Младенци се провежда селски събор, и вълненията протичат по типичния начин – вземане обратно на животните и инвентара от ТКЗС-то, които след това са отново иззети от властите, демонстрации и освирквания на комунистически функционери, последвани от арести и показни съдебни процеси. Подобни са събитията и в съседните села Тияновци, Майор Узуново (където е ранен милиционер), Неговановци, Косово, Балей. В Брегово бунтовете са предотвратени с превантивни арести на политически неблагонадеждни хора, един от които е убит.
В Ново село ТКЗС-то е разтурено още на 14 март. Заради голямото значение на селото в региона там пристигат местни политически функционери, след това са изпратени части на милицията, граничните войски и Дунавската флотилия. При последвалите сблъсъци селянин ранява с нож прокурор и войник, след което е убит. Семейството му, заедно с внуците му на 3 и 7 години, е затворено в свинарника на Видинския затвор, а след това е изселено в Североизточна България. Общият брой на арестуването в селото е 36 души.

## Потушаване
Тоталитарният режим реагира бързо на бунтовете по селата, като незабавно взима мерки за конфискуване на имуществото, което хората са си върнали при нападенията на ТКЗС-тата. След това е подновен натискът за оттегляне на заявленията за напускане на стопанствата. Масовите арести на стотици селяни довеждат до струпване на затворници във Видин, каквото според местни жители не се е случвало от потушаването на Септемврийското въстание през 1923 година. Броят на задържаните е толкова голям, че не могат да се поберат в затвора, поради което за тази цел е приспособена и близката сграда на Винарското училище (днес военен хотел).
На 11 април повечето села в района са блокирани от „Държавна сигурност“ и във всяко от тях е изпратен камион, в който са натоварени ненадеждни семейства. През нощта на Видболската гара във Видин са събрани хиляди хора, повечето от които жени, деца и старци, които са натоварени на товарни вагони и откарани в неизвестна посока. Повечето са интернирани в други селища в страната – по официални данни броят на принудително изселените при тази кампания е около 1800 души. Стотици други са осъдени, често за кражба, или въдворени без присъда в концентрационни лагери. На някои места, особено в крайграничните села, отделни хора са отвличани и убивани.
Цялото имущество на осъдените, интернираните или избягалите в Югославия е конфискувано, като на практика обикновено е присвоявано от местното ТКЗС. Заграбени по този начин имоти стават основа на държавните земеделски стопанства (ДЗС) в Кула и Грамада, заемащи съответно 15 хиляди и 22 хиляди декара.
В същото време режимът предприема мерки и срещу представители на собствената си администрация. В показен процес срещу десетки служители на държавното предприятие „Храноснабдяване“, издавали фалшиви документи за изпълнение на нарядите, са издадени 6 смъртни присъди. На 3 години затвор е осъден директорът на Видинския затвор Борис Калчев за многократни изнасилвания на затворнички и опити за блудство със съпруги на затворници. Присъда от 4 години затвор получава вторият секретар на видинския околийски комитет Лазар Удрев, предупредил тъста си, че предстои да бъде изселен, в резултат на което той бяга в Югославия. Първият секретар на същия комитет Младен Сиреняков е отстранен за „несправяне с работата“ и става председател на ТКЗС-то в Гурково. Леки присъди получават и цяла група функционери от Кула.
Политическата отговорност за събитията е хвърлена върху члена на Политбюро и министър на земеделието Титко Черноколев, който е сред най-догматичните и просъветски партийни функционери, който обаче е в обтегнати отношения с В. Червенков. През юни той е отстранен от всичките си постове, обвинен е за всичките проблеми около колективизацията, обявен е за „прикрил се в Партията враг“ и е арестуван.